# Franois
Franois is een gemeente in het Franse departement Doubs (regio Bourgogne-Franche-Comté). De plaats maakt deel uit van het arrondissement Besançon. Franois telde op 1 januari 2022 2.250 inwoners.

## Geografie
De oppervlakte van Franois bedraagt 7,29 km², de bevolkingsdichtheid is 315 inwoners per km² (per 1 januari 2019).

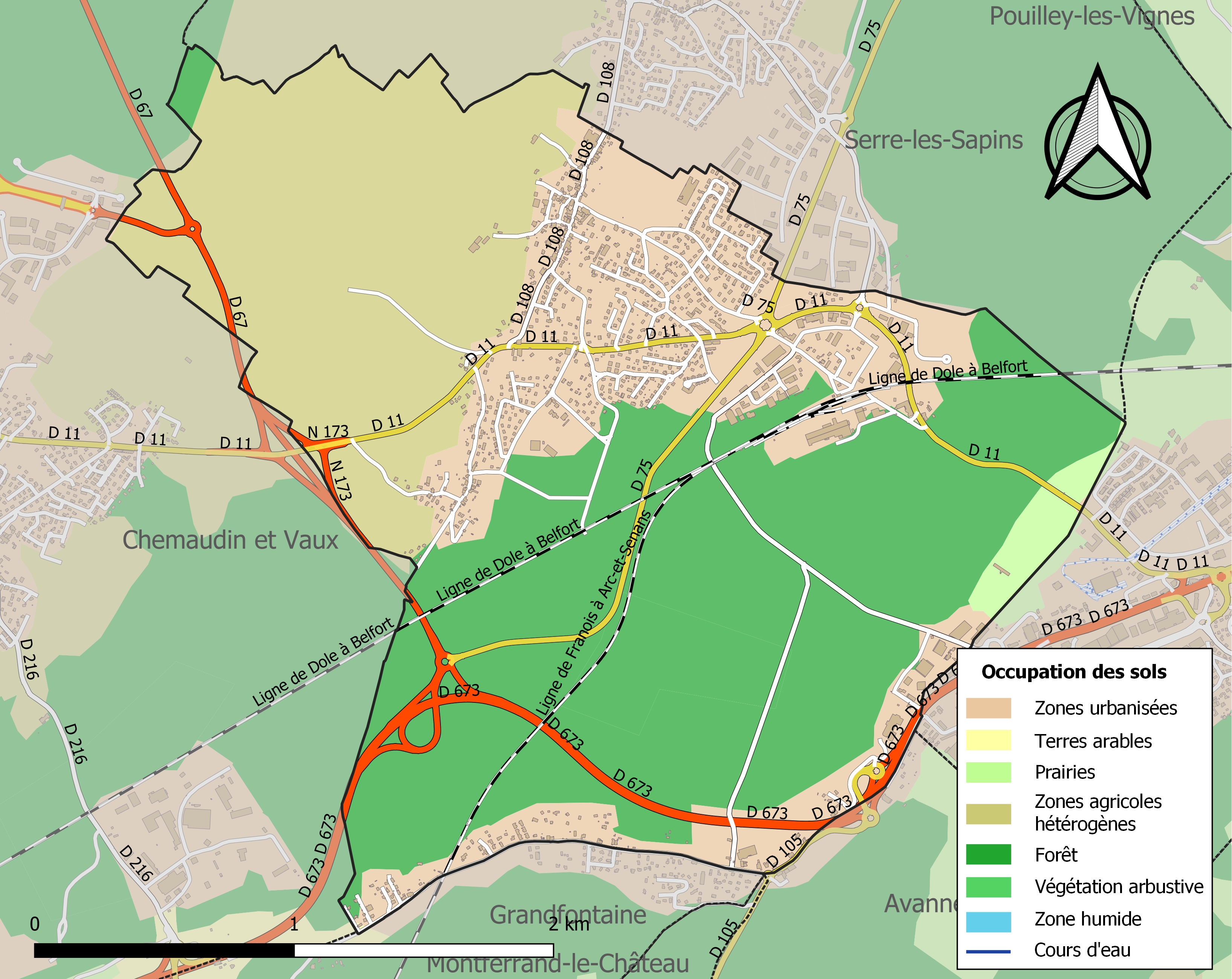
Kaart van de gemeente met de belangrijkste infrastructuur, bodemgebruik en omliggende gemeenten

## Verkeer
In de gemeente ligt de spoorweghalte Franois

## Demografie
Onderstaande figuur toont het verloop van het inwonertal (bron: INSEE-tellingen).